# 棕头幽鹛
棕头幽鹛（学名：Pellorneum ruficeps），是画眉科幽鹛属的一种，分布于不丹、孟加拉国、老挝、中国大陆、越南、印度、泰国、缅甸、马来西亚、尼泊尔和柬埔寨。该物种的保护状况被评为无危。
棕头幽鹛的平均体重约为27.2克。栖息地包括种植园、亚热带或热带的湿润低地林、温带疏灌丛、亚热带或热带的湿润山地林和亚热带或热带的（低地）干燥疏灌丛。该物种的模式产地在印度。

## 亚种
- 棕头幽鹛滇南亚种（学名：Pellorneum ruficeps oreum）。分布于老挝、越南以及中国大陆的云南等地。该物种的模式产地在越南西北部MuongMoun,LaichauProvince。[4]
- 棕头幽鹛滇西亚种（学名：Pellorneum ruficeps shanense）。分布于缅甸以及中国大陆的云南等地。该物种的模式产地在缅甸Malipa,KokangState。[5]
- 棕头幽鹛滇东亚种（学名：Pellorneum ruficeps vividum）。分布于越南以及中国大陆的云南等地。该物种的模式产地在云南河口。[6]